# Taisto Mäki
Taisto Armas Mäki (2 dicembre 1910 – 1º maggio 1979) è stato un mezzofondista finlandese.

## Palmarès

### Europei
- 1 medaglia:
  - 1 oro (Parigi 1938 nei 5000 metri piani)